# Agnes Martin
Agnes Bernice Martin (* 22. März 1912 in Macklin, Saskatchewan, Kanada; † 16. Dezember 2004 in Taos/New Mexico, USA) war eine kanadisch-US-amerikanische Künstlerin. Ihr Werk wird häufig als minimalistisch beschrieben, aber auch dem abstrakten Expressionismus zugerechnet.

## Leben und Werk
Martin wurde auf einer Farm in Macklin, Saskatchewan, als Tochter schottischer Einwanderer geboren. Sie wuchs in Vancouver auf. 1931 ging sie in die USA, wo sie an verschiedenen Universitäten u. a. in Oregon, Kalifornien und New Mexico, studierte. Von 1935 bis 1938 folgte ein Studium am Western Washington College of Education in Bellingham, Washington. 1941/1942 absolvierte sie ein Geschichts- und Soziologiestudium am Teacher’s College der Columbia University, New York mit dem Abschluss als Bachelor of Science. Von 1946 bis 1948 studierte und unterrichtete sie an der University of New Mexico in Albuquerque. Von 1948 bis 1950 unterrichtete sie an öffentlichen Schulen in Washington und Delaware. 1950 kehrte sie nach New York zurück und machte am Teacher’s College der Columbia University ihren Master of Arts. Im selben Jahr erwarb sie auch die US-amerikanische Staatsbürgerschaft. 
Von 1954 bis 1957 lebte sie in Taos (New Mexico). Bis zu dieser Zeit war ihr Malstil noch naturalistisch und surrealistisch gewesen.
1957 kehrte sie nach New York zurück, entdeckt von der Galeristin Betty Parsons, und lebte im neuen Künstlerviertel Coenties Slip, wo sie mit Künstlern wie Robert Indiana, Ellsworth Kelly, James Rosenquist und Jack Youngerman zusammentraf. Martin hatte 1958 ihre erste Einzelausstellung in der Betty Parsons Gallery. Martin verließ New York 1967 endgültig und zog nach einer unruhigen Zeit wieder nach New Mexico in die Nähe von Cuba, wo sie ein Adobehaus errichtete. Martin malte sieben Jahre lang nicht.
An einem klaren Tag (Blatt 1) von Agnes Martin (1973) aus dem Bestand der Staatsgalerie Stuttgart

Link zum Bild

Ihre zweite große Werkphase leitet 1973 eine Mappe mit 30 Siebdrucken ein, die den Titel On a Clear Day trägt.
Martin war im Jahr 1972 Teilnehmerin der documenta 5 und 1977 der documenta 6 in Kassel. 2007 waren Arbeiten von ihr auf der documenta 12 zu sehen.
1991 organisierte das Stedelijk Museum in Amsterdam eine Retrospektive, die anschließend auch in Wiesbaden, Münster und Paris gezeigt wurde. Unmittelbar darauf folgte eine Wanderausstellung in den USA, die vom Whitney Museum New York organisiert worden war. 1997 war Martin Teilnehmerin der Biennale di Venezia. Im selben Jahr sprach Martin in einem Interview mit der Nachrichtenagentur AP über ihre Werke. Nach ihren eigenen Angaben stellten ihre Gemälde nichts dar, sondern sollen beim Zuschauer ausschließlich emotionale Reaktionen hervorrufen. Martin hatte eine starke Affinität zum englischen Dichter John Keats, dessen Gleichsetzung von Schönheit und Wahrheit ihr Werk prägte.
1994 kehrte Martin nach Taos zurück, wo sie sich ein Atelier kaufte und zurückgezogen in einem Altenheim lebte. Sie malte noch bis wenige Monate vor ihrem Tod, bevor ihr sich schnell verschlechternder Gesundheitszustand dies nicht mehr erlaubte. Martin war für ihre kontemplative Lebens- und Arbeitsweise und ihre Zurückhaltung den Medien und öffentlichen Auftritten gegenüber bekannt. Dennoch entstanden in den Jahren 2000–2002 gleich drei Filme, die tiefe und teils sehr persönliche Einblicke in ihr Leben und Werk geben. Im Jahr 2000 drehte Thomas Lüchinger einen Dokumentarfilm unter dem Titel On a clear day – Agnes Martin, in dem u. a. der Einfluss der New York School wie auch ihre Freundschaft mit Ad Reinhardt, Mark Rothko und Barnett Newman in den frühen 1950er Jahren und ihre künstlerische Spannweite von der klassischen Moderne bis zum Minimalismus thematisiert wird. Zwei weitere in dieser Zeit entstandene Filme sind Agnes Martin: With my Back to the World von Mary Lance aus dem Jahr 2002 und Agnes Martin: Between the Lines von Leon d'Avigdor, ein Dokumentarfilm, der 2002 produziert wurde und am 12. Februar 2016 in einer erweiterten und überarbeiteten Fassung (Englisch mit deutschen UT) neu auf DVD erscheint. Im letztgenannten Film spricht Martin nicht nur über wesentliche Stationen und Aspekte ihres Werdegangs und künstlerischen Schaffens, sondern vor allem über ihre Einsichten in fundamentale Fragen des menschlichen Daseins.
Abstrakte Bilder von Martin sind unter anderem in den Sammlungen des Guggenheim Museums, des Museum of Modern Art, der Dia Art Foundation, sowie im Whitney Museum, dem Museum of Contemporary Art, Los Angeles und der Tate Gallery vertreten. In der ersten Retrospektive seit ihrem Tod wurde Agnes Martins Werk von Juni bis Oktober 2015 zunächst an der Tate Gallery of Modern Art in London, von der die Ausstellung auch organisiert wurde, gezeigt. Ende 2015 wanderte die Ausstellung zur K 20 nach Düsseldorf weiter, die 2011 ihr Werk Ohne Titel # 5 von 1998 erworben hatte. Weitere Stationen der Retrospektive sind 2016 das Los Angeles County Museum of Art und das Solomon R. Guggenheim Museum in New York.

## Auszeichnungen
- 1989 Mitglied der American Academy of Arts and Letters[11]
- 1990 Alexej-von-Jawlensky-Preis der Stadt Wiesbaden
- 1992 Oskar-Kokoschka-Preis
- 1992 Mitglied der American Academy of Arts and Sciences
- 1997 Goldenen Löwen der Biennale di Venezia für ihr Lebenswerk[12][13]
- 1997 wurde die Agnes Martin Gallery des Harwood Museum of Art, University of New Mexico eingeweiht.[14]
- 1998 National Medal of Arts,[15] sowie das National Endowment for the Arts

## Filme über Martin
- 2002: Thomas Lüchinger: On a Clear Day – Agnes Martin. Dokumentation (englisch), 52 Minuten.
- 2002: Mary Lance: Agnes Martin: With my Back to the World. Dokumentation (englisch), 57 Minuten.
- 2002/2016 (Neue Fassung): Leon d'Avigdor: Agnes Martin: Between the Lines. Dokumentation (Englisch mit deutschen UT), 60 Minuten.

## Veröffentlichungen
- Agnes Martin. The Writings, herausgegeben von Dieter Schwarz, zur Ausstellung Agnes Martin: Paintings and Works on Paper, 1960–1989, Kunstmuseum Winterthur 1992
- Agnes Martin: The Untroubled Mind, In: Theories and Documents of Contemporary Art, herausgegeben von Kristine Stiles; Peter Selz, University of California Press, Berkeley 1996
- Agnes Martin: Recent Paintings, April 27 – June 3, 2000, Pace Wildenstein, New York 2000